# 瓦莱彼得拉
瓦莱彼得拉（義大利語：Vallepietra），是意大利拉齐奥大区罗马首都广域市的一个市镇。总面积51.73平方公里，人口318人，人口密度6.1人/平方公里（2009年）。ISTAT代码为058108。